# Manacore del Gargano
Manacore del Gargano este o arie protejată (arie specială de conservare — SAC, sit de importanță comunitară — SCI) din Italia întinsă pe o suprafață de 2.063 ha, integral pe uscat.

## Localizare
Centrul sitului Manacore del Gargano este situat la coordonatele 41°55′47″N 16°03′52″E / 41.929722°N 16.064444°E.

## Înființare
Situl Manacore del Gargano a fost declarat sit de importanță comunitară în iunie 1995 pentru a proteja 1 specie de plante și 5 specii de animale. Situl a fost protejat și ca arie specială de conservare în decembrie 2018.

## Biodiversitate
Situată în ecoregiunea mediteraneană, aria protejată conține 15 habitate naturale: Cursuri de apă de la nivel de câmpie la nivel montan, cu vegetație Ranunculion fluitantis și Callitricho-Batrachion, Salicornia și alte specii anuale care populează regiunile mlăștinoase și nisipoase, Dune de coastă cu Juniperus spp., Tufărișuri halofile mediteraneene și termo-atlantice (Sarcocornetea fruticosi), Faleze cu vegetație de Limonium spp. endemic de pe coastele mediteraneene, Pseudostepă cu ierburi și specii anuale de Thero-Brachypodietea, Mlaștini calcaroase cu Cladium mariscus și specii de Caricion davallianae, Dune mobile cu vegetație embrionară, Dune mobile de-a lungul țărmului cu Ammophila arenaria („dune albe”), Tufărișuri termo-mediteraneene și de pre-deșert, Galerii și tufărișuri riverane sudice (Nerio-Tamaricetea și Securinegion tinctoriae), Vegetație anuală la limita mareei, Ape puternic oligomezotrofe cu vegetație bentonică cu Chara spp., Pășuni mediteraneene udate de apa mării (Juncetalia maritimi), Păduri de pin mediteraneene cu pini mezogeni endemici.
La baza desemnării sitului se află mai multe specii protejate:
- plante (1): Stipa austroitalica
- mamifere (1): liliacul mare cu potcoavă (Rhinolophus ferrumequinum)
- nevertebrate (2): Euplagia quadripunctaria, Melanargia arge
- reptile (2): șarpele cu patru dungi (Elaphe quatuorlineata), țestoasa de baltă (Emys orbicularis)

Pe lângă speciile protejate, pe teritoriul sitului au mai fost identificate 26 de specii de plante, 2 specii de amfibieni, 4 specii de nevertebrate, 5 specii de reptile.